# Cantón de Fayl-Billot
El cantón de Fayl-Billot era una división administrativa francesa, que estaba situada en el departamento de Alto Marne y la región de Champaña-Ardenas.

## Composición
El cantón estaba formado por dieciocho comunas:
- Belmont
- Champsevraine
- Chaudenay
- Farincourt
- Fayl-Billot
- Genevrières
- Gilley
- Grenant
- Les Loges
- Poinson-lès-Fayl
- Pressigny
- Rougeux
- Saulles
- Savigny
- Torcenay
- Tornay
- Valleroy
- Voncourt

## Supresión del cantón de Fayl-Billot
En aplicación del Decreto n.º 2014-163 de 17 de febrero de 2014, el cantón de Fayl-Billot fue suprimido el 22 de marzo de 2015 y sus 18 comunas pasaron a formar parte del nuevo cantón de Chalindrey.